# 4
4. је била преступна година.

## Догађаји
- Октавијан Август подстиче Сенат да ревидира систем ротирајућег чланства.
- 26. јун - Октавијан Август прихвата Тиберија и Агрипу Постума.
- Тиберије, по налогу Октавијана Августа, прихвата Германика.
- Тиберије преузима власт у Немачкој и креће преко Везера.
- Закон Аелиа Сентиа - дозвољава ослобађање робова.
- Гај Цезар је демонстрацијом силе приморао Парте да прихвате римског намесника у Јерменији.
- Гувернер Сирије Луције Волусије Сатурнин (конзул 3 године).